# NGC 5766
NGC 5766 est une galaxie spirale barrée (intermédiaire ?) située dans la constellation de la Balance. Sa vitesse par rapport au fond diffus cosmologique est de 3 585 ± 21 km/s, ce qui correspond à une distance de Hubble de 52,9 ± 3,7 Mpc (∼173 millions d'al). NGC 5766 a été découverte par l'astronome américain Ormond Stone en 1885.
La classe de luminosité de NGC 5766 est II-III et elle présente une large raie HI. Elle renferme également des régions d'hydrogène ionisé.